# Ad extirpanda
Ад экстирпанда («для искоренения» лат. Ad extirpanda; оглашена 15 мая 1252, отменена в 1816 году) — папская булла, разрешившая католической инквизиции пытать подозреваемых в ереси.

## История
После убийства катарами инквизитора Петра Веронского для устрашения еретиков папа римский Иннокентий IV провозгласил буллу «Ad extirpanda» (букв. «для искоренения»). Этим документом был регламентирован максимальный срок, отведённый на исполнение приговора, — пять дней. В Испании приговоры исполнялись незамедлительно, причём происходило это обычно по праздникам, чтобы народ мог полюбоваться зрелищем.
Пытки, ранее применявшиеся как самая крайняя мера, после указа стали использоваться регулярно, причём применялись не только к обвиняемым, но также к свидетелям. Даже если сам обвиняемый сразу признавал свою вину, он всё равно должен был повторить своё признание под пыткой, поскольку считалось, что он сознался, испугавшись пыток, а значит его показания могут быть «ненадёжны», а вина — неполной.
24 октября 1307 года по указу французского короля Филиппа IV прошли пытки рыцарей-тамплиеров, сознавшихся в мужеложстве. 25 октября и самого великого магистра ордена заставили повторить свои показания перед собранием профессоров Парижского университета. Пытки официально запретил папа Пий VII в 1816 году.